# Wysokościomierz

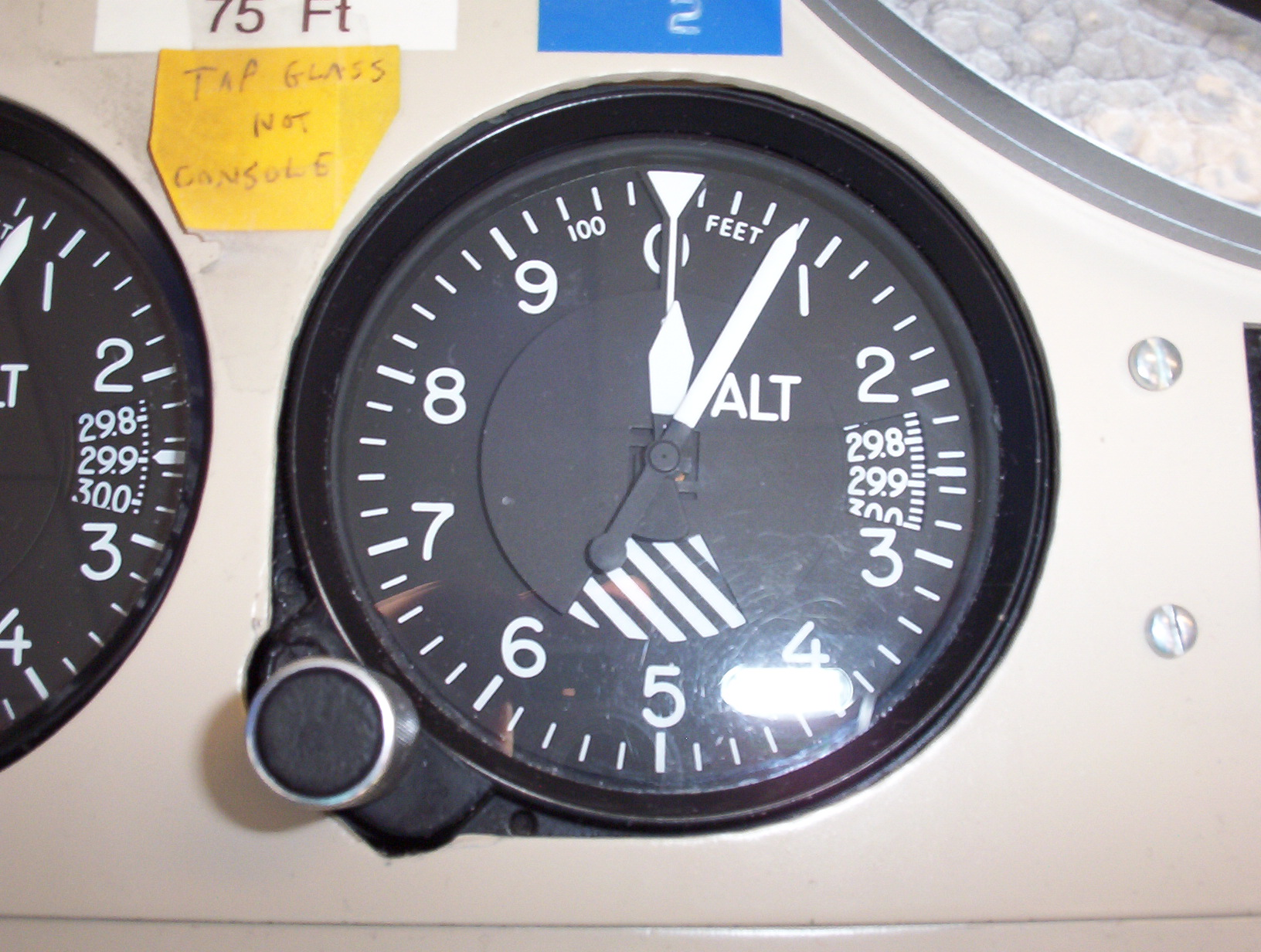
Wysokościomierz barometryczny

Wysokościomierz – przyrząd pokładowy stosowany na praktycznie wszystkich rodzajach statków powietrznych, a także w sportach uprawianych w urozmaiconym terenie. Jest to czuły barometr wskazujący wysokość dzięki pomiarowi ciśnienia powietrza i wyskalowany w metrach, stopach lub kilometrach. Ciśnienie odniesienia może być podane w hPa (QNH) w większości krajów świata, calach słupka rtęci (inHg) w Ameryce Północnej, zaś w krajach byłego ZSRR w mmHg.
Przyrządem pokrewnym do wysokościomierza barometrycznego jest radiowysokościomierz, który stosuje fale radiowe do określenia aktualnej odległości od terenu, nad którym statek powietrzny przelatuje.

## Ciśnienie odniesienia
Wysokościomierz (barometryczny) posiada możliwość ustawienia ciśnienia odniesienia dla prawidłowego skalibrowania przyrządu. Ze względu na ustawione ciśnienie odniesienia wyróżniamy następujące rodzaje określania wysokości lotu:
- wysokość względna
  - AAL (ang. above aerodrome level) – wysokość nad lotniskiem. Uzyskuje się ją poprzez ustawienie na wysokościomierzu rzeczywistego ciśnienia atmosferycznego na poziomie lotniska (ciśnienie to oznacza się symbolem QFE). Po wylądowaniu wysokościomierz wskazuje zero.
  - AGL (ang. above ground level) – wysokość nad poziomem gruntu
- wysokość bezwzględna (AMSL, ang. above mean sea level) – wysokość nad poziomem morza, uzyskiwana poprzez ustawienie ciśnienia panującego na średnim poziomie morza w danej chwili (symbol QNH)
- wysokość ciśnieniowa – wysokość wskazywana przez wysokościomierz po ustawieniu ciśnienia odniesienia na ciśnienie standardowe, czyli na średnim poziomie morza, przyjęte na 1013,25 hPa (760 mmHg, 29.92 inHg) (symbol QNE). Określa też tzw. poziom lotu (FL), czyli 1/100 wysokości wyrażonej w stopach.

## Budowa wysokościomierza
Do określenia wysokości należy zmierzyć ciśnienie z dajników ciśnienia statycznego, względem ciśnienia odniesienia. Wysokościomierz składa się z zamkniętego pojemnika, do którego doprowadzone jest ciśnienie statyczne, a wewnątrz znajduje się hermetyczna i elastyczna puszka, zwana puszką aneroidową. Przy zmianach ciśnienia z dajnika puszka kurczy się lub rozszerza. Te zmiany objętości, przeniesione przez odpowiednie przekładnie na wskazówkę wysokościomierza, dają odczyt wysokości.
Procedury kontroli ruchu wymagają, aby wszystkie samoloty znajdujące się powyżej wysokości przejściowej miały wysokościomierze barometryczne ustawione na wartość ciśnienia 1013 hPa (standard), natomiast samoloty znajdujące się poniżej poziomu przejściowego – na wartość QNH.
Możemy wyróżnić wysokościomierze mechaniczne i elektroniczne.